# La Chapelle-Fortin
La Chapelle-Fortin ist eine französische Gemeinde mit 169 Einwohnern (Stand: 1. Januar 2022) im Département Eure-et-Loir in der Region Centre-Val de Loire; sie gehört zum Arrondissement Dreux und zum Kanton Saint-Lubin-des-Joncherets. 

## Geographie
La Chapelle-Fortin liegt etwa 55 Kilometer nordwestlich von Chartres. Umgeben wird La Chapelle-Fortin von den Nachbargemeinden Rohaire im Norden, Boissy-lès-Perche im Nordosten und Osten, Lamblore im Südosten, La Ferté-Vidame im Südosten und Süden sowie Moussonvilliers im Westen.

## Bevölkerungsentwicklung
| Jahr                       | 1962 | 1968 | 1975 | 1982 | 1990 | 1999 | 2006 | 2020 |
| Einwohner                  | 237  | 206  | 171  | 163  | 139  | 159  | 168  | 169  |
| Quellen: Cassini und INSEE |      |      |      |      |      |      |      |      |

## Sehenswürdigkeiten

Kirche Saint-Pierre

- Kirche Saint-Pierre